# Уолкер (бухта, ЮАР)
Уолкер (Уокер-Бей, Уокербай, африк. Walkerbaai, англ. Walker-Bay) — бухта Атлантического океана, расположенная на крайнем юге Африки, на юго-западе Западно-Капской провинции ЮАР (локальный муниципалитет Оверстранд муниципального округа Оверберга). 
К западу от бухты Уокер-Бей лежит кейптаунский залив Фолс-Бей, к юго-востоку — мыс Игольный — южная оконечность Африканского материка, омываемая с востока водами Индийского океана.

## Географическое положение
Бухта Уокер-Бей ограничена глубоко выдающимися в океан скалистыми мысами: с востока — Данджер-Пойнт (англ. Danger Point), координаты: 34°37′51″ ю. ш. 29°18′08″ в. д., с запада — Ханглип (африк. Hanglip), координаты:  49°31′40″ с. ш. 4°56′52″ в. д..

Горные хребты Голландско-Готтентотских гор высотой до 1000 м и более обрываются в море, окаймляя бухту амфитеатром, и образуя отрогами выположенные обрывистые мысы, которые отделяют меньшие бухты от собственно Уокер-Бей: с востока Хансбай (африк. Gansbaai) с одноимённым городком, вторым по величине после Херманикюса на берегах залива, с запада — крошечную Сандбай (африк. Sandbaai) между мысом села Цвейхле (африк. Zweihle) и Хук-ван-де-Берге, и восточнее него — обширную Беттиз-Бей (англ. Betty's Bay).

## Охрана природы
Бухты Уокер-Бей и Беттиз-Бей объявлены морскими заповедниками (англ. marine protected areas), на их территории запрещены мореходство и рыбная ловля.
На побережье бухты расположено большое количество заказников (англ. nature preserves):
- Уолкер-Бей  — к юго-востоку от «лагуны» реки Клейн с примыкающими частными заказниками.
- Фернклоф (африк. Fernkloof) — на северо-восточной окраине самого крупного города на побережье бухты — Хермануса.
- Частный заказник Мансинкоп (африк. Maanschynkop) — на западном берегу «лагуны» Клейн.
- Частный заказник Хук-ван-де-берг (африк. Hoek-van-de-berg) расположен к западу от села Вермонт, на мысу — горном отроге.
- Ройсанд (африк. Rooisand) находится на правом берегу «лагуны» реки Бот.
- Большой заказник Когельберг (африк. Kogelberg) — раскинулся на горном массиве, обрывающемся в океане у мыса Ханглип.
- Частный заказник «Пингвиновый».
- Частный заказник «Морская ферма» (англ. Sea Farm).

Уокер-Бей — излюбленное место зимовки китов, в июле-ноябре — их самое массовое в Мировом океане сосредоточение («китовый фестиваль»), привлекающее туристов в город Херманус, с его Музеем китов и исследовательским центром.
Побережье в районе Хансбай известно своей многочисленной популяцией белой акулы.

## Винодельческий округ
Побережье бухты — самые молодые и наиболее перспективные в стране винодельческие округа, расположенные на восточных берегах бухты  Уокер-Бей до мыса Игольный. Восточнее лежит винодельческий округ Оверберг (африк. Overberg), а между ними протянулась узкая межгорная долина Хемель-эн-Арде (африк. Hemel-en-Aarde). Виноделие в этом регионе началось в 1978 году.
Благодаря сравнительно прохладному климату (средняя температура самого жаркого месяца — февраля 20,3 °C), здесь добиваются медленного вызревания винограда. Среднегодовое количество осадков составляет 720 мм.
Ведущие производители — «Bouchard-Finlayson Wines» Петера Фейленсона (пионер разведения совиньон-блан ) и «Hamilton Russell Vineyards», а также Кевин Грант и «WhaleHeaven Winery» винодела-новатора Сторм Креск-Дау (африк. Kreusch-Dau). В 1997 году запущен первый винный завод Паула Клувера (англ. Cluver).

## Галерея
- На карте Оверберга — города и все крупные села на побережье Уокер-Бея
- Херманус зажат между океаном и горами высотой ≥ 800 м
- В рыбацком городке Хансбай промышляют далеко за пределами заповедного Уокер-Бея.
- Фото 2011 г. в Уокер-Бей
- «Китовый зазывала» (англ. Whale Crier) в районе заброшенной старой гавани Хермануса. Его работа — громко оповещать туристов о показавших спины над водою китах. 2006 год.
- Панорама города Хермануса с Gearing’s Point